# Aleš Březina
Aleš Březina (* 17. září 1965, Teplice) je český hudební skladatel a muzikolog, který se zabývá především osobností a dílem Bohuslava Martinů. Je ředitelem Institutu Bohuslava Martinů a autorem koncertní, divadelní a filmové hudby.

## Život
Vystudoval hudební konzervatoř v Plzni (obor housle) a muzikologii na Karlově univerzitě v Praze a na univerzitě v Basileji a v Berlíně. Na Univerzitě Palackého v Olomouci absolvoval postgraduální studium zakončené titulem Ph.D. Věnuje se dílu Bohuslava Martinů, o němž napsal řadu studií, Od roku 1994 působí jako ředitel Institutu Bohuslava Martinů. Řídí kritické Souborné vydání děl Bohuslava Martinů a sám připravil kritická vydání několika jeho skladeb.
V roce 1998 úspěšně zrekonstruoval původní verzi opery Bohuslava Martinů Řecké pašije, která pak byla uvedena na hudebním festivalu v Bregenzu ve světové premiéře v roce 1999. V Praze byla tato verze opery uvedena v Národním divadle, premiéry 13. a 15. dubna 2006.
Kromě Bohuslava Martinů popularizuje i další hudební skladatele (Leoše Janáčka, Nikolaje Andrejeviče Rimského-Korsakova) i v pořadech České televize, rakouské televize ORF a televizního programu 3SAT, jejichž byl spoluautorem.

### Rodina
Je ženatý, má syna Štěpána (*2013) a dceru Annu (*2016).

## Skladatelská tvorba

### Hudba
- Slavnostní hostina pro soprán, smíšený sbor a orchestr. Premiéra 4. června 2004, premiéra úpravy čistě sborové verze prosinec 2007.
- A-ha! Melodram na text Jaroslava Zavadila pro ženský hlas, basklarinet a klavír (zkomponováno pro zpěvačku Soňu Červenou , pro ni také upraveno pro symfonický orchestr, premiéra 22. listopadu 2009, Praha, Žofín, Soňa Červená, Severočeská filharmonie Teplice, dirigent Charles-Olivieri Munroe, nebo pro kvintet v obsazení flétna, housle, kytara, akordeon a kontrabas, premiéra 9. září 2012, Praha, Studio Českého rozhlasu.
- Zítra se bude... Opera o inscenovaném soudním procesu s  Miladou Horákovou na libreto Aleše Březiny a Jiřího Nekvasila . Premiéra 9. dubna 2008, Praha, Národní divadlo - Divadlo Kolowrat.[2] (Cena Alfréda Radoka za nejlepší hudbu v roce 2008; režie filmové verze Jan Hřebejk, 2010).
- Requiem pro dětský sbor a malý ensemble (složeno pro Sušický dětský sbor). Premiéra 26. dubna 2009 Sušice, děkanský kostel sv. Václava.
- Agnus Dei pro tři kontratenory a smyčcový kvintet. Premiéra 18. listopadu 2008, Praha, České muzeum hudby.
- Reperkuse pro cembalo.  Premiéra 25. ledna 2009, Praha, kostel sv. Vavřince.
- Muchova epopej, „vizuální hudební divadelní zážitek“ na libreto Šimona Cabana. Premiéra 18. září 2010, Městské divadlo Brno.[3]
- Suita z hudby k divadelní hře Muchova epopej. Skladba pro pražský komorní orchestr. Premiéra 14. prosince 2010, Praha, PKO – Prague Philharmonia, dirigent Vojtěch Spurný.
- Suita z hudby k filmu Obsluhoval jsem anglického krále. Premiéra 19. května 2011, Zlín, Kongresové centrum, Filharmonie Bohuslava Martinů, dirigent Stanislav Vavřínek.
- Terešov 1361. Kantáta k 650. výročí nejstarší doložené písemné zmínky o Terešově. Premiéra 24. září 2011, letní kino Terešov.
- Klavírní trio 333. Suita pro housle, violoncello a klavír (kompozice na objednávku Guarneri Trio Prague). Světová premiéra 24. října 2011, Basilej, Stadtcasino; česká premiéra 21. března 2012, Praha, Rudolfinum.
- Falling Leaves pro klavír a orchestr. Premiéra v rámci festivalu Musica Holešov 20. září 2012, zámek Holešov, Karel Košárek – klavír, PKF – Prague Philharmonia, dirigent Gaetano d'Espinosa. Komorní verze pro klavír, basklarinet, perkuse a smyčcové kvarteto, premiéra 21. listopadu 2017, Praha, Galerie HAMU.
- Toufar. Dokumentární komorní opera, která vznikla v rámci projektu Parallel lives'. Premiéra 18. září 2013, Praha, Národní divadlo - Divadlo Kolowrat, režie Petr Zelenka .[4]
- Requiem pro sóla, chlapecký sbor a orchestr (nová verze Requiem pro dětský sbor a malý ensemble). Premiéra v rámci Mezinárodního hudebního festivalu Janáčkův máj 9. června 2014, Ostrava, Dům kultury města Ostrava, sóla Iva Bittová a Vojtěch Dyk, chlapecký sbor Boni pueri a soubor Musica Florea.
- Kawasakiho růže. Klavírní trio (suita z hudby k filmům Kawasakiho růže, Kráska v nesnázích a Líbánky, složená na objednávku Mezinárodního hudebního festivalu F. L. Věka). Premiéra v rámci MHF F. L. Věka 26. října 2014, Nové Město nad Metují, Dvořákovo trio.
- Liduschka (Baarová), muzikál na libreto Karla Steigerwalda . Premiéra 26. listopadu 2016 DJKT Plzeň (Nová scéna).[5] (Nominace na cenu Divadelní kritiky za nejlepší hudbu v roce 2016).
- Suity z hudby k filmům Horem pádem a Musíme si pomáhat. Premiéra 30. března 2017, České Budějovice, Dům kultury Metropol, Jihočeská filharmonie, dirigent Vojtěch Spurný.
- Charlotte: Tříbarevná hra se zpěvy (Charlotte: A Tri-Coloured Play with Music). Opera na libreto Alona Nashmana o osudech židovské malířky Charlotte Salomon, která byla jednou z obětí zavražděných v koncentračním táboře Auschwitz. Světová premiéra 1. června 2017, Kingston, Ontario, Kanada, The Isabel Bader Centre for the Performing Arts; česká premiéra 1. července 2019, Praha, Národní divadlo - Nová scéna.[6]
- Monumenta bohemica. Sinfonietta (složena ke znovuotevření Národního muzea a k 100. výročí založení Československé republiky). Premiéra 28. října 2018, Praha, Národní muzeum, Symfonický orchestr Českého rozhlasu, dirigent Radek Baborák.
- Opičák a pitomci. Hudební pohádka na vlastní libreto podle pohádky Wilhelma Hauffa (složena pro Ivu Bittovou). Premiéra 2020 opakovaně odložena kvůli pandemii, Praha, Divadlo Minor.

### Scénická hudba
Rozsáhlá je i jeho práce pro divadlo, kde spolupracoval s Jiřím Ornestem, Jiřím Nekvasilem, Janem Hřebejkem, Jiřím Menzelem, Šimonem Cabanem, Janem Nebeským, Martinou Schlegelovou, Robertem Wilsonem a dalšími.
- Věc Makropulos, scénická hudba k inscenaci hry Karla Čapka v režii Roberta Wilsona , premiéra 18. listopadu 2010, Praha, Národní divadlo, (Cena Alfréda Radoka za hudbu roku 2010).[7]
- Král Lear, scénická hudba k inscenaci tragédie Williama Shakespeara v režii Jana Nebeského, premiéra 10. listopadu 2011, Praha, Národní divadlo. (Nominace na Cenu Alfréda Radoka za hudbu roku 2011).[8]
- Bláznivý den aneb Figarova svatba, scénická hudba s použitím hudby Wolfganga Amadea Mozarta ke komedii Pierra-Augustina Carona de Beaumarchaise v režii Michala Dočekala, premiéra 26. dubna 2012, Praha, Národní divadlo.[9]
- 1914, hudba k činohře Marty Ljubkové na námět Soni Červené a Aleše Březiny s použitím motivů z knih Jaroslav Hašek: Osudy dobrého vojáka Švejka a Karl Kraus: Poslední dnové lidstva, režie: Robert Wilson , premiéra 30. dubna 2014, Praha, Národní divadlo, ke stému výročí vypuknutí první světové války.[10]
- Élektra. Scénická hudba k Sofoklově tragédii. Premiéra 22. března 2018, Praha, Divadlo v Dlouhé. (Nominace na Cenu divadelní kritiky za nejlepší hudbu v roce 2018).
- Pan Pros. Slova, která mi nepatří. Scénická hudba k experimentální činohře. Premiéra 2. října 2019, Praha, Centrum současného umění DOX. (Nominace na Cenu divadelní kritiky za nejlepší hudbu v roce 2019).
- Wernisch : Komorní inscenace o velikánovi české literatury, Autoři: Ivan Wernisch, Jan Nebeský, Jana Slouková, hudba Aleš Březina, režie:Jan Nebeský.[11]

### Filmová hudba
Březina složil hudbu k více než 20 filmům např. Jana Hřebejka (Musíme si pomáhat, Horem pádem, Kráska v nesnázích, Kawasakiho růže, Líbánky, Případ pro exorcistu), Petra Zelenky (Knoflíkáři), Dagmar Knöpfel (Durch diese Nacht sehe ich keinen einzigen Stern), Jiřího Menzela (Obsluhoval jsem anglického krále, Donšajni) a Davida Mrnky (Milada), k dokumentárním filmům Olgy Sommerové (Věra 68, Magický hlas rebelky) a Olgy Špátové (Největší přání III), kde ve dvou jeho písních zpívá Aneta Langerová. Za svou filmovou hudbu byl 4x nominován na cenu Český lev (Horem pádem, Obsluhoval jsem anglického krále, Líbánky, Milada), 1x na Cenu české filmové kritiky (Líbánky), za hudbu k filmu Kawasakiho růže byl nominován na cenu European Film Composer 2010. Soundtracky vyšly u firem Sony Bonton Music a Milan Records v Paříži.

### Televizní hudba
Březina složil hudbu k televizním pořadům, např. Dana Wlodarczyka (Soukromé pasti - díl Útěk) nebo Karla Janáka (Jak jsme oživovali dědečka, Nejlepší přítel, Princezna a půl království).

## Vybraná publikační činnost
- Březina, A.: „…eine übertriebene, gewollte Einfachheit.“ Bohuslav Martinů als Rezensent des Pariser Musiklebens in Meyer, Felix (ed.): Klassizistische Moderne. Winterthur : Amadeus Verlag, 1996, s. 449–450
- Březina, A: «Je respire une dernière fois.» Propos sur Ariane de Martinů in Ariane/Le Chateau de Barbe-Bleue. Operní program. Strassbourg : Opéra du Rhin 1997, s. 36–45. Německá verze Kolín nad Rýnem 2006
- Březina, A.: Tragedy and Compassion a Recreating the Original in The Greek Passion. Operní program. Londýn : Covent Garden, 2000, s. 15–18 a 42
- Březina, A.: Die nächste Etappe unserer Reise liegt noch im Unbekannten. Bohuslav Martinůs Flüchtlingsdrama ‘Die griechische Passion’ in: Mosch, Ulrich (ed.): Entrez Denges et Denezy. Dokumente zur Schweizer Musikgeschichte 1900–2000. Mainz : Schott Musik International 2000, s, . 407–413
- Březina, A.: „…abych se mohl na změny předem duševně připravit.“ Řecké pašije – dvě opery Bohuslava Martinů in Hudební věda, XXXVII, Praha 2001, č. 1/2, s. 137–153
- Březina, A. – Dostálová, R.: Řecké pašije. Osud jedné opery. Korespondence Nikose Kazantzakise s Bohuslavem Martinů. Praha : Set out, 2003
- Březina, A. – Sadílková, L. (ed.): Charlotte Martinů: Můj život s Bohuslavem Martinů. Praha : Editio Bärenreiter, 2003
- Březina, A.: Editionsrichtlinien der Bohuslav Martinů Gesamtausgabe in Hudební věda 2004, XLI, č. 3–4, s. 411–432